# Гуандун Хунъюань
«Гуандун Хунъюань» (кит. 广东宏远) — бывший китайский футбольный клуб, выступавший в городе Гуанчжоу, провинция Гуандун. Команда была образована в 1992 году и выступала в Китайской Лиге Цзя-Б. В сезоне 2001 года команда была расформирована. Являлась одной из первых профессиональных команд в китайском футболе.

## История

### Изменение названия
- 1958—1991 Команда провинции Гуандун (广东队)
- 1992—2001 Гуандун Хунъюань (广东宏远, клуб выступал в городах: Гуанчжоу, Дунгуань, Шаогуань, Лючжоу, Наньнин, Гуйян)

### Команда в Гуандуне
Первоначально команда в Гуандуне появилась в 1958 году, в розыгрышах начала принимать участие с 1960 года. В Китайской Лиге Цзя-А команда выступала с 1988 по 1997 (кроме сезона 1991 года). Перед началом Лиги Цзя-А «Гуандун Хунъюань» была одной из самых активных. Однако, в 1997 году в «Сычуань» были проданы «звёзды» Ли Бин и Ма Минъюй, а также Се Юйсинь. После этого «Гуандун» вылетел в Лигу Цзя-Б (в настоящее время — второй дивизион). С этого момента клуб пытался вернуться в элитный дивизион, однако неудачно. В 1998 компания «Гуандун Хунъюань Групп» выкупила оставшуюся долю у Футбольной Ассоциации Гуандуна и получила полный контроль над клубом. В декабре 2001 года клуб был продан «Циндао Хайлифэн», который выступал в третьей лиге.

## Результаты
За всё время выступлений
| Сезон    | 1960 | 1961 | 1962 | 1963 | 1964 | 1965 | 1973 | 1974 | 1976 | 1977 | 1978 | 1979 | 1980 | 1981 | 1982 | 1983 | 1984 | 1985 | 1986 | 1987 | 1988 | 1989 | 1990 | 1991 | 1992 | 1993 |
| -------- | ---- | ---- | ---- | ---- | ---- | ---- | ---- | ---- | ---- | ---- | ---- | ---- | ---- | ---- | ---- | ---- | ---- | ---- | ---- | ---- | ---- | ---- | ---- | ---- | ---- | ---- |
| Дивизион | 1    | 1    | 1    | 1    | 1    | 1    | 1    | 1    | 1    | 1    | 1    | 1    | 1    | 1    | 1    | 1    | 1    | 1    | 1    | 1    | 1    | 1    | 1    | 2    | 1    | 1    |
| Место    | 5    | 51   | 6    | 5    | 10   | 10   | 4    | 12   | 31   | 3    | 5    | 1    | 12   | 4    | 9    | 12   | 7    | 5    | 8    | 9    | 5    | 6    | 7    | 2    | 7    | 2    |

| Сезон    | 1994 | 1995 | 1996 | 1997 | 1998 | 1999 | 2000 | 2001 |
| -------- | ---- | ---- | ---- | ---- | ---- | ---- | ---- | ---- |
| Дивизион | 1    | 1    | 1    | 1    | 2    | 2    | 2    | 2    |
| Место    | 7    | 4    | 9    | 12   | 5    | 3    | 7    | 10   |

Матчи в лиге не проводились в 1959, 1966—1972, 1975;
- ↑  на групповой стадии
- ↑  в Южной Лиге